# Municipio de Walker (Kansas)
El municipio de Walker (en inglés: Walker Township) es un municipio ubicado en el condado de Anderson en el estado estadounidense de Kansas. En el año 2010 tenía una población de 668 habitantes y una densidad poblacional de 5,69 personas por km².

## Geografía
El municipio de Walker se encuentra ubicado en las coordenadas 38°19′22″N 95°6′41″O / 38.32278, -95.11139. Según la Oficina del Censo de los Estados Unidos, el municipio tiene una superficie total de 117.34 km², de la cual 116,41 km² corresponden a tierra firme y (0,79 %) 0,92 km² es agua.

## Demografía
Según el censo de 2010, había 668 personas residiendo en el municipio de Walker. La densidad de población era de 5,69 hab./km². De los 668 habitantes, el municipio de Walker estaba compuesto por el 97,01 % blancos, el 0,3 % eran afroamericanos, el 0,45 % eran amerindios, el 0,15 % eran asiáticos, el 1,05 % eran de otras razas y el 1,05 % eran de una mezcla de razas. Del total de la población el 1,8 % eran hispanos o latinos de cualquier raza.